# Declaració de Berlín

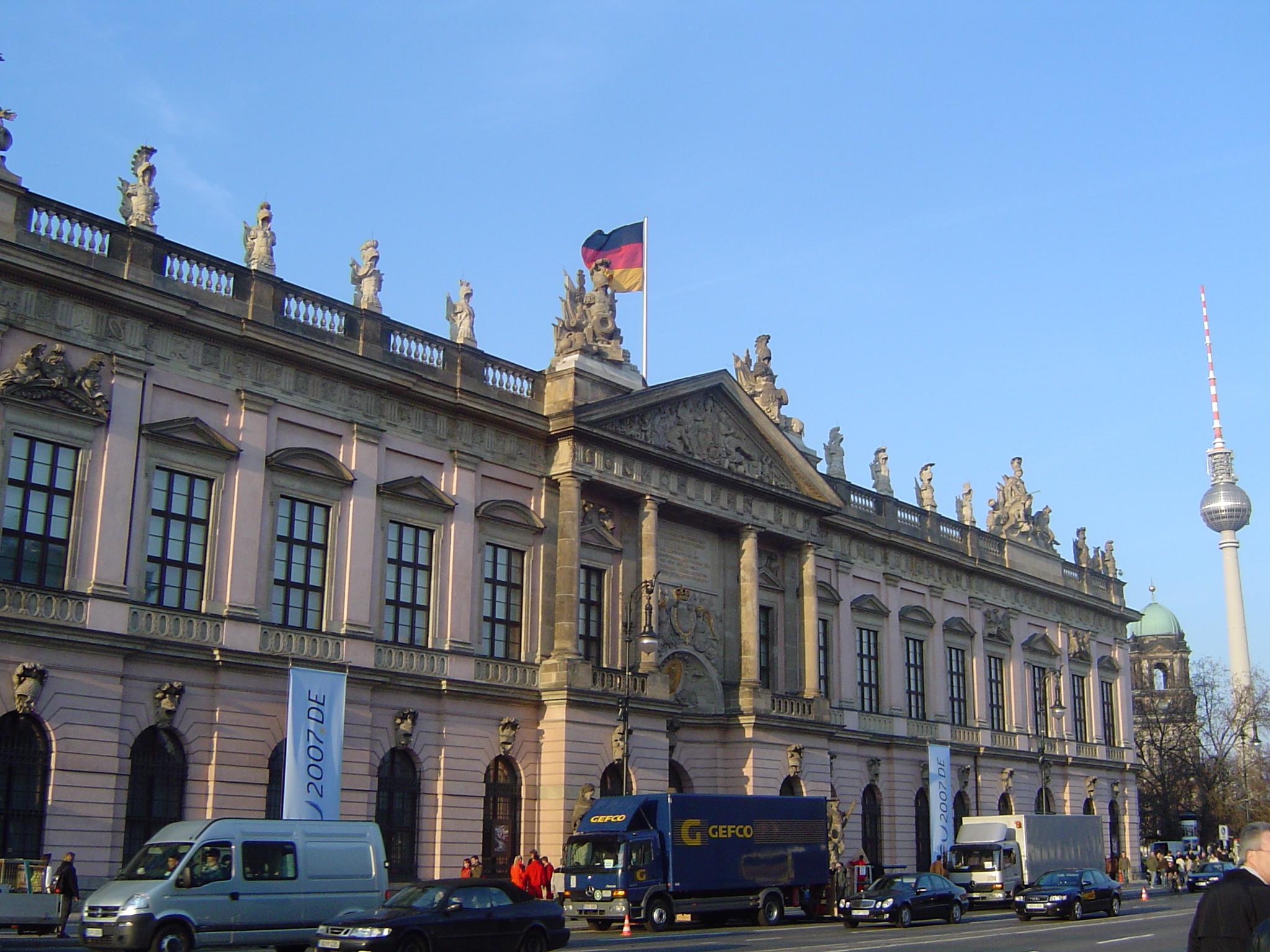
Museu d'Història Alemanya, engalanat per a l'ocasió.

La Declaració de Berlín és un text que va ser publicat pel Consell Europeu el 25 de març de 2007 amb motiu del cinquantè aniversari de la signatura dels Tractats de Roma.

## Història
La idea de subscriure una declaració amb motiu del cinquantè aniversari dels Tractats de Roma va sorgir en la cimera del Consell Europeu de juny de 2006 a Brussel·les. L'objectiu principal era remarcar la importància que van tenir els Tractats de Roma de 1957, que van instituir la Comunitat Econòmica Europea (CEE) 
i la Comunitat Europea de l'Energia Atòmica (Euratom), considerats junt amb el Tractat Constitutiu de la Comunitat Europea del Carbó i de l'Acer (CECA) els «Tractats Constitutius» de les Comunitats Europees.
Els sis signants dels mencionats Tractats: Alemanya, França, Itàlia, Bèlgica, Països Baixos i Luxemburg, van signar també el Tractat de fusió (o Tractat de Brussel·les) de 1965 que va establir un únic poder executiu per a les tres, i seria l'embrió de la futura Unió Europea (UE).
Un altre dels objectius plantejats en la cimera de 2006 va ser el de recordar i reafirmar el compromís compartit amb «els valors i ambicions» d'Europa.
La presidència alemanya va fer consultes bilaterals amb els designats pels Estats membres sobre el contingut de la declaració i tant el Parlament Europeu com la Comissió Europea van presentar algunes propostes, com la del Primer Ministre de Luxemburg i president de la zona euro, Jean-Claude Juncker de citar l'euro.
Propostes com l'exposada per Hans-Gert Pöttering de crear una Casa de la Història Europea i un guardó per premiar el compromís dels joves amb la idea europea, no van ser inclosos a la declaració final.

## Context
La UE es basa en els Tractats Constitutius (Tractats de Roma) i els Tractats i Actes que els modifiquen (Brussel·les, Maastricht, Amsterdam, Niça i Tractats d'Adhesió) que fixen les seves normes de funcionament i actuació. Un nou document (conegut tècnicament com a Tractat pel qual s'establix una Constitució per a Europa), que reemplaçaria els mencionats tractats i seria similar a la constitució d'un país, va ser rebutjat per dues contrasignatures celebrades a França i els Països Baixos en la primavera de 2005.
Des d'aleshores la UE ha vist estancada la reforma institucional. Per a solucionar la qüestió, cal esperar el resultat de les Eleccions presidencials de França al maig de 2007. Per això i sumat a altres raons la declaració de Berlín no esmenta el Tractat constitucional.

## La declaració
Després de la cimera informal realitzat en el Museu d'Història Alemanya de Berlín, la Canceller d'Alemanya Angela Merkel en la seva condició de President del Consell Europeu, així com José Manuel Durão Barroso President de la Comissió Europea i Hans-Gert Pöttering, President del Parlament Europeu, van signar i van donar a conèixer una declaració política que recollia els «valors i ambicions» de la Unió.
Extracte
| « | Durant segles Europa ha estat una idea, una esperança de pau i entesa. Aquesta esperança s'ha fet realitat. La unificació europea ens ha procurat pau i benestar, ha consolidat la nostra comunitat i superat les nostres contradiccions. | » |

Punts destacats
- Lluitar plegats contra el terrorisme, la delinqüència organitzada i la immigració il·legal.
- Portar la iniciativa en política energètica i protecció del clima.
- Dotar la Unió Europea de fonaments comuns renovellats abans de les eleccions al Parlament Europeu de 2009.